# Ciril Jeruzalemski
Sveti Ciril Jeruzalemski, cerkveni učitelj, škof, teolog, * okoli 313, Jeruzalem, † 18. marec 386, Jeruzalem.

## Življenjepis
Ciril je bil rojen okoli leta 313 v Jeruzalemu, torej v času, ko je cesar Konstantin dal krščanstvu svobodo. Njegovi starši so bili kristjani in so mlademu Cirilu priskrbeli vzorno krščansko vzgojo. Verjetno se je šolal pri menihih in tam spoznaval Sveto pismo ter razne cerkvene pisatelje in študiral bogoslovje.
Ko je umrl jeruzalemski škof Maksim, je Ciril postal njegov naslednik. V cerkvi Božjega groba je Ciril učil katehumene in jih s posebnimi katehezami pripravljal na sveti krst. Na srečo so se te kateheze ohranile do danes in nam dajejo vpogled v versko in liturgično življenje tedanjega časa.
Zaradi pravovernosti je prišel v spor z arijanci, ki so ga tožili metropolitu Akaciju Cezarejskemu, da ga je le-ta odstavil ter izgnal iz Jeruzalema. Sinoda v Selevkiji leta 359 mu je vrnila škofovske pravice tako, da se je čez leto dni vrnil v Jeruzalem.
Ko so ga sovražniki zopet tožili pri cesarju v Carigradu, ga je tamkajšnja sinoda znova odstavila. Ko je cesar Konstancij na jesen leta 361 umrl in je zavladal cesar Julijan Odpadnik, je Ciril izkoristil nove določbe in se vrnil v Jeruzalem. V tem času so Judje s pomočjo cesarja Julijana želeli na novo pozidati porušeni tempelj. Ciril jih je spomnil na Jezusove besede, da ne bo ostal kamen na kamnu, in jih svaril, a mu niso verjeli. Potres in ogenj sta razdejala, kar so zgradili.
Vendar Cirilovemu trpljenju še ni bilo videti konca. Za časa cesarja Valensa je bil spet pregnan, ker je preveč očitno nasprotoval arijanizmu. Tokrat je v izgnanstvu preživel enajst let. Šele leta 381 se je smel dokončno vrniti na svoj škofovski sedež. Koncil v Carigradu leta 381, katerega se je udeležil tudi sam, ga je slovesno priznal za zakonitega škofa v Jeruzalemu. 
Svoje življenjsko izkustvo je izrazil z besedami: »Nikar se ne sramujmo Gospodovega križa, ampak se hvalimo z njim. Ob vsaki priložnosti pogumno naredimo s prsti na čelu znamenje križa: ko jemo ali pijemo, ko pridemo domov ali ko gremo od doma, preden zaspimo in ko vstanemo, ko hodimo in ko počivamo.«

## Kronologija
- 313 ali 315 - rojen v Jeruzalemu
- 334 ali 335 - posvečen v diakona
- 345 - 350 - duhovnik in katehet v Jeruzalemu
- 350 - škofovsko posvečenje v Jeruzalemu
- 358 - sinoda v Cezareji – Akacij; Ciril pregnan
- 358 - 359 - prvo Cirilovo izgnanstvo - Tarz
- 359 - sinoda v Selvekiji mu vrne škofovske pravice
- 360 - sinoda v Carigradu – Akacij; drugo izgnanstvo
- 361 - zavlada cesar Julijan, Ciril se vrne v Jeruzalem
- 362 - Julijan želi na novo pozidati porušeni tempelj
- 367 - Cesar Valens prežene katoliške škofe
- 367 - 378 - tretje izgnanstvo
- 378 - Ciril se vrne v Jeruzalem
- 381 - koncil v Carigradu ga prizna za zakonitega škofa v Jeruzalemu
- 386 (18. marec) - umre v Jeruzalemu

## Teologija
Z ozirom na druga področja teologije opazimo, da je Ciril pri evharistiji zelo močno poudarjal resnično prisotnost in transsubstinacijo, kar zelo natančno definira:
- »To, kar se zdi kruh, ni kruh, ampak Kristusovo telo; to, kar se zdi vino, ni vino, ampak Kristusova kri.«
- »To ni običajen kruh (άρτος λιτός), ampak Kristusovo telo.«
- »Tako kot je Kristus spremenil vodo v vino, spreminja (μεταβάλλει) tudi vino v kri.«

Kristjani, ki prejmejo sveto obhajilo, postanejo eno telo in ena kri s Kristusom. Kot vsi Grki, tudi Ciril daje močan poudarek na svobodno voljo in opozarja, kako pomembno je delati dobra dela. Poleg tega pa pravi, da je kri, prelita na križu, naše odrešenje.
Za Cirila je greh posledica svobode in ne naravna danost. Naše telo ni povzročitelj greha, ampak je le orodje za greh. Zdravilo zanj (za greh) pa je kesanje.
Kakor večina vzhodnih očetov tudi Ciril krščanstvo pojmuje zelo moralistično. Njegova doktrina o vstajenju ni tako zelo realistična kot pri drugih očetih; njegovo dojemanje Cerkve je odločno empirično - obstajajoča Katoliška cerkev je edina prava, ki jo je želel Kristus in je dovršitev Cerkve, ki jo srečamo v Stari zavezi.

## Dela

### Kateheze
Kateheze so Cirilovo najpomembnejše delo, ki je nastalo v Jeruzalemu med letoma 345 in 350 in jih delimo na dva dela (1. - 18. in od 19. - 23. kateheze). Uvodna kateheza (προκατήχησις) govori o veliki milosti, ki jo bodo slušatelji prejeli ob krstu.
Prva kateheza ponavlja uvodno, druga govori o grehu in kesanju, tretja opisuje učinke krsta, četrta je kratek kompendij glavnih poudarkov o krščanski veri, peta kateheza pa opisuje učinkovitost vere. Od 6. do 18. kateheze nam podaja natančne komentarje o veroizpovedi, kakršne je podajal svojim katehumenom, ko jih je pripravljal na krst.
Zadnjih pet katehez oziroma navodil (19. - 23.) imenujemo tudi »Mistagoške kateheze« (κατηχήσεις μυσταγωγικαί), ker obravnavajo zakramente. 19. in 20. kateheza zopet razlagata obred krsta, 21. govori o birmanju, 22. in 23. pa o sveti evharistiji.

### Druga dela
Poleg Katehez je Ciril Jeruzalemski napisal še pismo cesarju Konstantinu, ohranjeni pa so še trije fragmenti pridig in pridiga o ohromelem možu poleg jezera v Betsajdi.

## Smrt in češčenje
Umrl je 18. marca 386 v Jeruzalemu.
Papež Leon XIII. ga je leta 1893 razglasil za cerkvenega učitelja.

### Ocena
- Po nekaterih virih so njegovi starši živeli v Cezareji (Caesarea Maritima) v Palestini in se je tudi sam Ciril tam rodil. [3]